# Tigru indochinez
Tigrul indochinez (Panthera tigris corbetti) este o subspecie de tigru, care poate fi găsită în Myanmar, Tailanda, Laos, Cambodgia, Vietnam și China de sud-vest. Aceasta subspecie a fost clasificată ca fiind pe cale de dispariție de către IUCN.
Panthera tigris corbetti este de asemenea numit și tigru Corbett, în onoarea lui Jim Corbett.
Tigrii din Malaezia au fost recent reclasificați ca o subspecie distincta, de tigru malaezian, Panthera tigris jacksoni. Din anul 2007 nu au mai fost observate exemplare de tigri indochinezi in China, și se crede că ultimul exemplar a fost ucis și mâncat de un om condamnat la închisoare acum 12 ani.
Masculii prezintă o lungime de 2,55 - 2,85 m  si o greutate de pana la 195 kg. Femelele masoara intre 2,30 - 2,50 m, cu o greutate de până la 130 kg.